# Interstate 5
Die Interstate 5 (Abkürzung I-5) ist eine Fernstraße und Teil des Interstate-Highwaysystems in den Vereinigten Staaten. Sie verläuft entlang der Westküste zwischen der mexikanischen und der kanadischen Grenze und verbindet u. a. die wichtigsten Metropolen Kaliforniens (San Diego, Los Angeles, Sacramento), Oregons (Eugene, Salem, Portland) und Washingtons (Olympia, Tacoma, Seattle).
Einzige Ausnahme ist San Francisco; diese Stadt liegt etwa 80 Meilen beziehungsweise 130 Kilometer westlich der I-5.

## Verlauf
| Staat       | Länge    | Länge    |
| Staat       | Meilen   | km       |
| ----------- | -------- | -------- |
|             |          |          |
| Kalifornien | 796,53   | 1.281,89 |
| Oregon      | 308,14   | 495,90   |
| Washington  | 276,62   | 445,18   |
|             |          |          |
| Gesamt      | 1.381,29 | 2.222,97 |

### Kalifornien

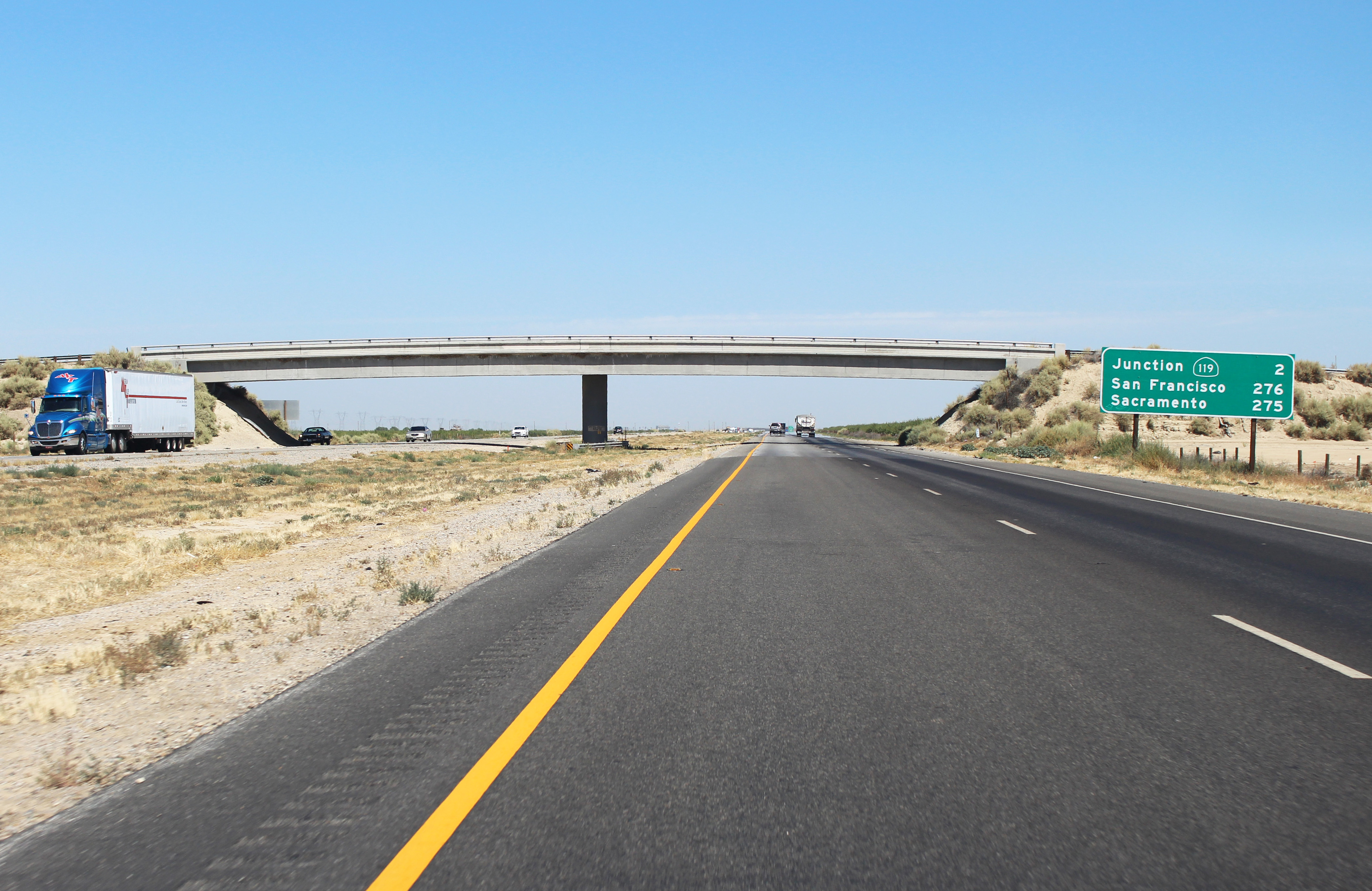
I-5 in der Nähe von Bakersfield, Kalifornien

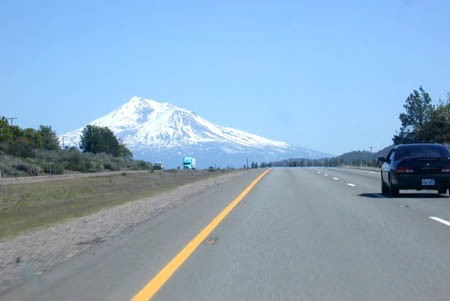
I-5 in der Nähe des Mount Shasta

Die Interstate 5 beginnt, von Süden gesehen, an der mexikanischen Grenze am Grenzübergang bei San Ysidro, einem der meistbenutzten Grenzübergänge der Welt. Sie führt danach Richtung San Diego als John J. Montgomery Freeway und durch die Vororte von National City und Chula Vista, bevor die Interstate die Innenstadt von San Diego erreicht. Anschließend verläuft die I-5 parallel zur Pazifikküste über den Campus der University of California in San Diego und 45 km (25 Meilen) durch die Marine Corps Base Camp Pendleton im nördlichen San Diego County.
Bei Dana Point bewegt sich die I-5 von der Küste ins Inland in nördliche Richtung nach Mission Viejo. Südöstlich von Irvine befindet sich das El Toro Y, an dem die Interstate 405 abzweigt. Nach dem Abzweig trägt die Interstate den Namen Santa Ana Freeway, der durch viele Orte und Vororte, wie Santa Ana oder Anaheim, in den Orange und Los Angeles County verläuft. Ab dem East Los Angeles Interchange, an dem die I-5 auf die Interstate 10 trifft, wird sie bis zur California State Route 14 südlich von Santa Clarita als Golden State Freeway bezeichnet.
Nachdem die Interstate das San Fernando Valley und den Großraum von Los Angeles verlassen hat, verläuft sie über den Newhall Pass durch die Santa Susana Mountains ins Santa Clarita Valley. Bevor die I-5 in das San Joaquin Valley führt, überquert sie mit dem Tejon-Pass die Tehachapi Mountains. Auf den nächsten 19 Kilometer verringert sich die Höhe der Straße von 1250 Meter auf 488 Meter über dem Meeresspiegel bei Grapevine am Rande des San Joaquin Valleys. Wenige Kilometer weiter zweigt die California State Route 99 von der Interstate ab und führt nach Bakersfield. Mit Ausnahme kürzerer sechsstreifiger Abschnitte im Großraum Los Angeles weist die Interstate 5 von der mexikanischen Grenze bis zur Abzweigung der CA 99 fast durchgängig acht, teilweise sogar bis zu zwölf, Fahrstreifen auf.

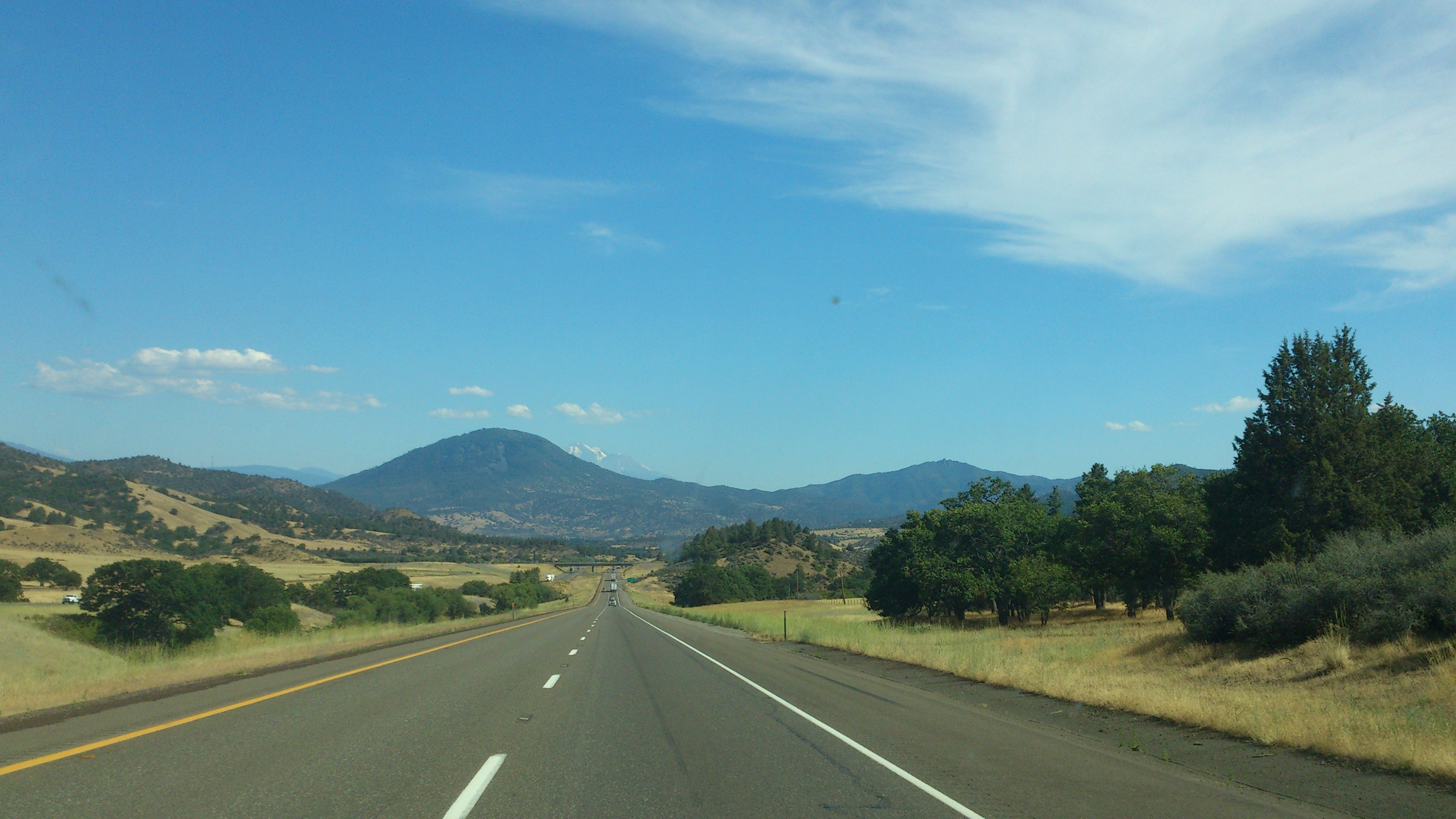
I-5 nahe der Grenze Oregon-Kalifornien

Von der Abzweigung der CA 99 bis Tracy verläuft die I-5 vierstreifig in nordöstlicher Richtung am Rand des Tals. Dieser Abschnitt wird oft als Umgehung um große Städte wie Bakersfield oder Fresno genutzt. Einige Kilometer vor Tracy beginnt die Interstate 580, die zur San Francisco Bay Area führt und bei San Rafael endet. Die Interstate 5 führt nach Tracy weiter in nördlicher Richtung und passiert dabei Städte wie Stockton und Sacramento, die Hauptstadt Kaliforniens. In der Nähe von Dunnigan zweigt die Interstate 505 ab, die in bei Vacaville an der Interstate 80 endet. Im Bereich um die Städte Stockton und Sacramento ist die I-5 auf einer Länge von jeweils etwa 40 Kilometern sechsstreifig, auf einem Abschnitt bei Sacramento sogar achtstreifig ausgebaut. Die restlichen Abschnitte in Nordkalifornien sind vierstreifig.
Bei Red Bluff erreicht die I-5 den nördlichen Rang des Sacramento Valleys und erreicht zugleich die Shasta Cascade. Nachdem sie Redding und die Pit River Bridge nahe der Shasta-Talsperre passiert hat, führt sie zum Fuß des Mount Shasta. Eine der letzten Städte vor der Grenze zu Oregon ist Yreka.

### Oregon

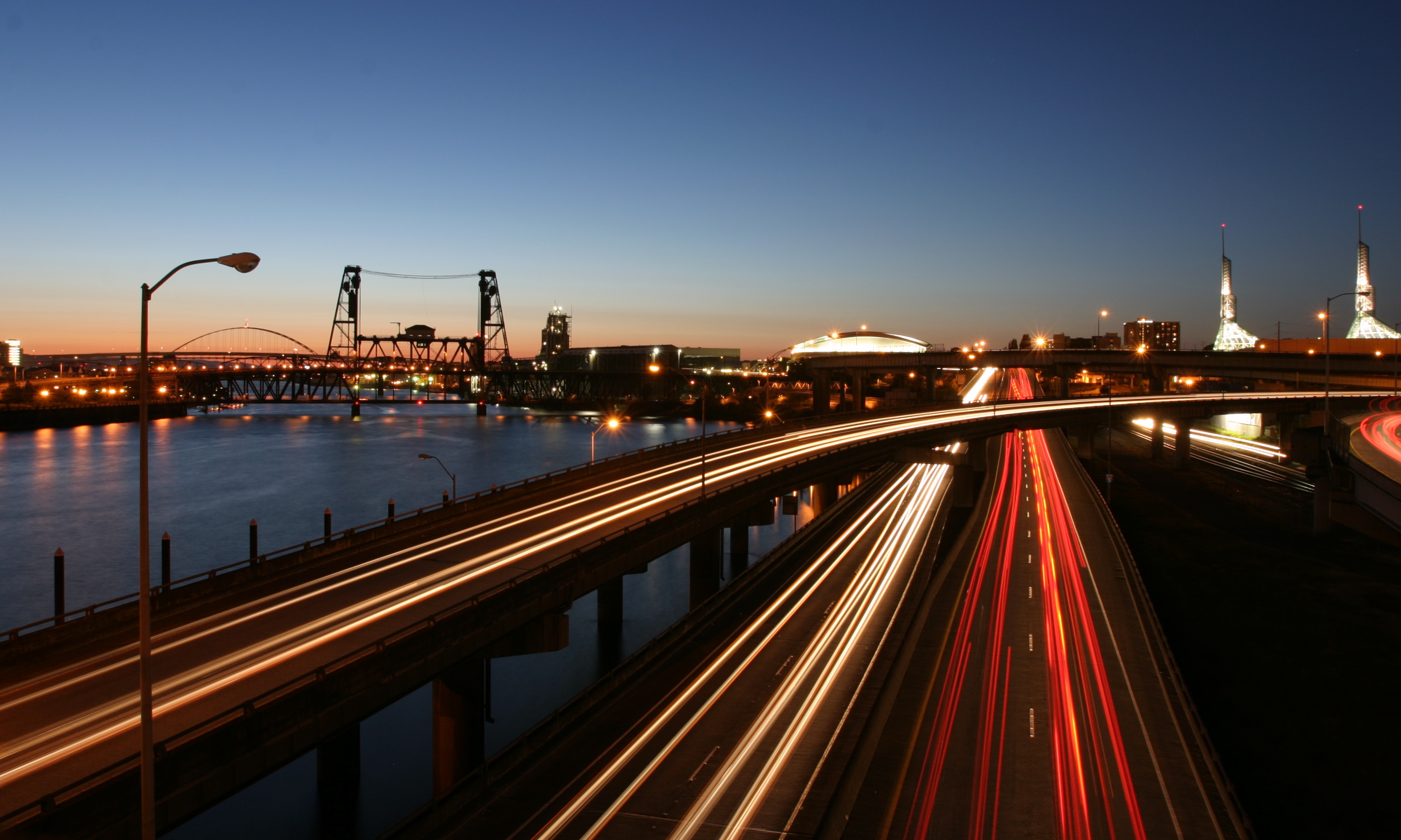
Interstate 5 in Portland

Etwa fünf Kilometer nach der Grenze erreicht die Interstate 5 den Siskiyou Summit. Dieser Pass bildet mit 1314 Metern den höchsten Punkt der gesamten Interstate. Nach der Durchquerung des Tals des Rogue Rivers trifft die Straße auf größere Städte wie Ashland, Medford und Grants Pass. Anschließend führt sie in nördlicher Richtung durch das Umpqua-Tal nach Roseburg. Bis Eugene verläuft die I-5 durch das Willamette Valley; den Fluss überquert die I-5 im weiteren Verlauf mehrfach. Bei Eugene trifft der Highway auf die Interstate 105, die zusammen mit der Oregon State Route 126 als Zubringer aus dem Großraum von Eugene genutzt wird. Nach den Städten Albany und Corvallis durchquert die Interstate 5 Salem, die Hauptstadt von Oregon. Dort gab es Pläne, eine Umgehungsroute mit der Bezeichnung Interstate 305 zu bauen. Diese Straße wurde später mit dem Namen Oregon State Route 99E Business errichtet.
Die Interstate 5 verlässt Salem in nordöstlicher Richtung. Kurz vor Portland zweigt die Interstate 205 von ihr ab, die im Großraum von Portland als Umgehung genutzt wird. Sie überquert den Willametter River bei Wilsonville über mittels der sechsstreifigen Boone Bridge. Die I-5 führt an den Städten Tualatin und Tigard vorbei und trifft auf die Oregon State Route 99W, die bis 1972 den Status eines U.S. Highways hatte. Im Zentrum zweigt zunächst die Interstate 405 ab, bevor die I-5 den Willamette River auf der Marquam Bridge überquert. Bevor die I-405 wieder an der I-5 endet, beginnt die Interstate 84, die bis nach Echo in Utah führt. Mit der Überquerung des Columbia Rivers auf der Interstate Bridge im Norden von Portland überschreitet sie die Grenze zum Bundesstaat Washington.

### Washington

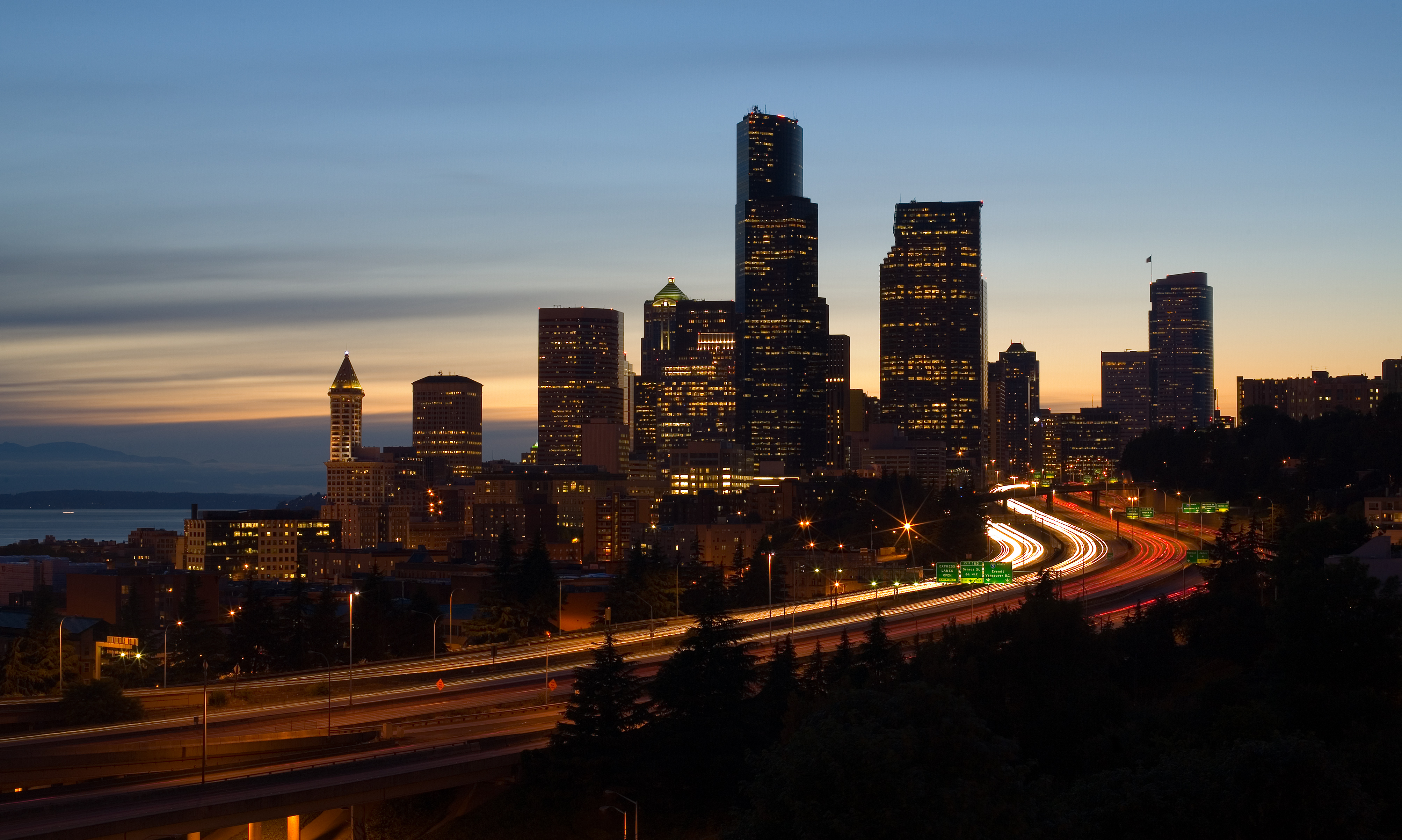
Interstate 5 in Seattle

Die erste Stadt in Washington, durch die die Interstate 5 verläuft, ist Vancouver. Etwa elf Kilometer (sieben Meilen) nach der Grenze endet die I-205 im Stadtgebiet von Salmon Creek, und die I-5 verlässt damit den Großraum von Portland und Vancouver. Im Anschluss führt sie in nördlicher Richtung zunächst bis Kelso und Longview parallel zum Columbia River und danach durch die Willapa Hills nach Olympia, der Hauptstadt des Bundesstaates Washington. Von dort verläuft sie in nordöstlicher Richtung nach Tacoma, wobei sie Fort Lewis und die McChord Air Force Base tangiert. Ab Tacoma führt die I-5 wieder in Richtung Norden. In Seattle, der größten Stadt des Bundesstaats Washington, beginnt die Interstate 90, die nach fast 5000 Kilometern in Boston endet. Nach dem Kreuz überquert sie die Portage Bay mit der Ship Canal Bridge. Mit Everett verlässt die Interstate den Großraum von Seattle wieder in nördlicher Richtung. Nach Städten wie Mount Vernon und Bellingham endet sie im Norden von Blaine. Ab der kanadischen Grenze geht die I-5 in den British Columbia Highway 99 über.

## Zubringer und Umgehungen

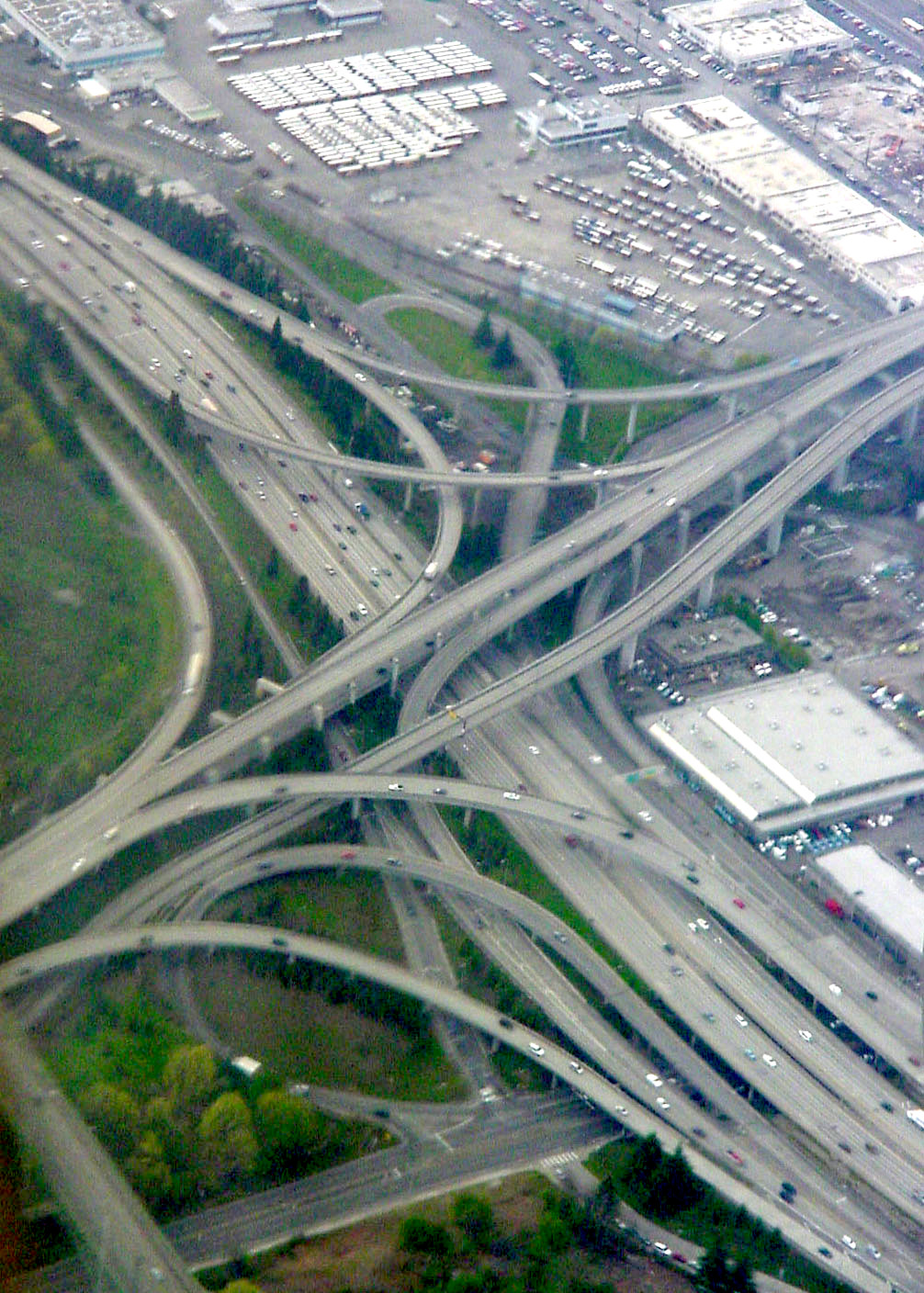
Kreuzung I-5 und I-90 bei Seattle

| Bundesstaat: | Kilometer/Meile     | Nebenroute: | Name der Route:                               |
| ------------ | ------------------- | ----------- | --------------------------------------------- |
| Kalifornien  | 0,0 km / 0,0 mi     | Übergang in | Grenzübergang San Ysidro                      |
| Kalifornien  | 1,3 km / 0,8 mi     | I805        | Jacob Dekema Freeway                          |
| Kalifornien  | 20,3 km / 12,6 mi   | I15         | Archie Moore Memorial Freeway                 |
| Kalifornien  | 32,3 km / 20,1 mi   | I8          | Mission Valley Freeway                        |
| Kalifornien  | 49,4 km / 30,7 mi   | I805        | Jacob Dekema Freeway                          |
| Kalifornien  | 151 km / 93,8 mi    | I405        | San Diego Freeway                             |
| Kalifornien  | 199 km / 124 mi     | I605        | San Gabriel River Freeway                     |
| Kalifornien  | 210 km / 131 mi     | I710        | Long Beach Freeway                            |
| Kalifornien  | 215 km / 133 mi     | I10 · H101  | Christopher Columbus Transcontinental Highway |
| Kalifornien  | 255 km / 158 mi     | I405        | San Diego Freeway                             |
| Kalifornien  | 258 km / 160 mi     | I210        | Foothill Freeway                              |
| Kalifornien  | 718 km / 446 mi     | I580        | William Elton Brown Freeway                   |
| Kalifornien  | 738 km / 458 mi     | I205        | Robert T. Monagan Freeway                     |
| Kalifornien  | 841 km / 522 mi     | I80         | Dwight D. Eisenhower Highway                  |
| Kalifornien  | 890 km / 553 mi     | I505        |                                               |
| Oregon       | 1.595 km / 991 mi   | I105        |                                               |
| Oregon       | 1.747 km / 1.085 mi | I205        | War Veterans Memorial Freeway                 |
| Oregon       | 1.766 km / 1.097 mi | I405        | Stadium Freeway                               |
| Oregon       | 1.768 km / 1.099 mi | I84         | Vietnam Veterans Memorial Highway             |
| Washington   | 1.791 km / 1.113 mi | I205        | War Veterans Memorial Freeway                 |
| Washington   | 2.027 km / 1.260 mi | I405        |                                               |
| Washington   | 2.043 km / 1.270 mi | I90         |                                               |
| Washington   | 2.073 km / 1.288 mi | I405        |                                               |
| Washington   | 2.224 km / 1.382 mi | Übergang in | Grenzübergang Blaine                          |

## Geschichte
Zwischen Stockton und Portland führt ein 965 km (600 mi) langer Abschnitt entlang des Siskiyou-Trails. Der Siskiyou-Trail basierte auf Pfaden der nordamerikanischen Indianer, die den pazifischen Nordwesten und das kalifornische Längstal verbanden. In den 1820er Jahren wurden die Wege zwischen den heutigen Staaten Washington und Kalifornien das erste Mal von Pelzjägern und Fallenstellern der Hudson’s Bay Company genutzt. Während der zweiten Hälfte des 19. Jahrhunderts folgten Maultierzüge, Postkutschen und die Central Pacific Railroad dem Verlauf des Siskiyou-Trails. Im frühen 20. Jahrhundert wurden mit den zunehmenden Automobilen auch Straßen entlang der Wege des Trails gebaut, wie zum Beispiel die California State Route 1 oder der U.S. Highway 101. Diese Pacific Highways führen von der kanadischen Provinz British Columbia bis nach San Diego vor der Grenze zu Mexiko.
In den Jahren von 1977 bis 1987 trieben entlang des Interstate 5 zwei unabhängig voneinander vorgehende Serienmörder ihr Unwesen. Auf das Konto der beiden Männer, die 1981 als Randall Brent Woodfield, alias The I-5 Killer und 2008 als Roger Reece Kibbe alias The I-5 Strangler identifiziert wurden, gingen mindestens 25 Morde und zahlreiche weitere Verbrechen. Am 14. Mai 1983 wurde außerdem der Serienmörder Randy Steven Kraft auf der I-5 bei Mission Viejo angehalten und verhaftet. Er hatte zwischen 1971 und 1983 mindestens 16 Männer ermordet, zudem wird er verdächtigt, 51 weitere Personen getötet zu haben. Als ihn die Beamten wegen seiner schlingernden Fahrweise kontrollierten, lag eines seiner Opfer noch im Wagen. Kraft wartet noch heute im San Quentin State Prison auf seine Hinrichtung.
Am 13. Oktober 2007 gab es einen schweren Unfall mit mehreren Toten und Verletzten in der Nähe des Newhall Pass Interchange mit der California State Route 14. Die Unfallstelle lag etwa 48 km nördlich der Innenstadt von Los Angeles, in einem etwa 170 Meter langen Umgehungstunnel für LKWs.
Seit dem 26. Februar 2008 werden auf einem Abschnitt nördlich von Los Angeles mit Hilfe des deutschen Satelliten TerraSAR-X Verkehrsdaten gesammelt, um neue Verfahren der Verkehrsüberwachung zu entwickeln.
Am 23. Mai 2013 gegen 19:00 Uhr (Ortszeit) stürzte im Bundesstaat Washington zwischen Burlington und Mount Vernon die Brücke über den Skagit River ein. Mehrere Personen wurden dabei in ihren Fahrzeugen mit in den ca. 5 m tiefer liegenden Fluss gerissen und mussten teilweise durch Rettungskräfte geborgen werden.
Am 18. Dezember 2017 stürzten beim Eisenbahnunfall von DuPont eine Lokomotive und mehrere Waggons des Amtrak-Zuges 501 nach Entgleisung von einer Brücke südwestlich von Tacoma auf die Interstate 5. Es gab dabei mehrere Tote und Verletzte.